# Shinahota
Shinahota – miasto w Boliwii, w departamencie Cochabamba, w prowincji Tiraque.